# Дієго Ді Берардіно
Дієго Рафаел Ді Бернардіно (29 липня 1987, Ріо-де-Жанейро) – бразильський шахіст, міжнародний майстер від 2007 року.

## Шахова кар'єра
У шахи навчився грати в п'ять років. Був дворазовим чемпіоном Бразилії серед юнаків, 2000 року (в категорії до 14 років) і 2003 року (до 16 років), а також дворазовим віце-чемпіоном країни в категорії до 20 років (2005, 2006). У 2007 році здобув у Матеу бронзову нагороду чемпіонату Південної Америки серед юніорів до 20 років.
Норми на звання міжнародного майстра виконав у таких роках: 2004 (Ріо-де-Жанейро, 3-тє місце позаду Неуріса Дельгадо Раміреса i Дарсі Ліми), 2005 (Сан-Паулу, зональний турнір), а також 2006 (Сан-Жозе). 2008 року переміг на турнірі за круговою системою в Ріо-де-Жанейро, а також поділив 1-ше місце в Барселоні (разом з Пабло Лафуенте, Матеушем Бартелем i Жозепом Омсом Пальїсе). 2010 року здобув у Американі звання віце-чемпіона Бразилії. У 2011 році посів 2-ге місце (позаду Хосе Фернандо Кубасом) у Ріо-де-Жанейро, поділив 2-ге місце (позаду Олександра Фієра, разом з Евандро Барбозою) на зональному турнірі, що відбувся в Араруамі, завдяки чому потрапив на кубок світу 2011 (у Ханти-Мансійську), в якому в 1-му раунді програв Гаті Камському.
Найвищий рейтинг Ело дотепер мав станом на 1 жовтня 2008 року, досягнувши 2503 пунктів, посідав тоді 6-е місце серед бразильських шахістів.